# Antonio Sánchez Pérez
Antonio Sánchez Pérez (Madrid, 1838-Madrid, 1912) fue un periodista y escritor español.

## Biografía
Madrileño de nacimiento, cultivó la novela y la literatura dramática, aunque su principal vocación fue el periodismo. Ha sido descrito como un «seguidor incondicional» del político republicano Francisco Pi y Margall. Firmó algunos de sus escritos con pseudónimos como «Gil Pérez» o «Joaquín Mala».

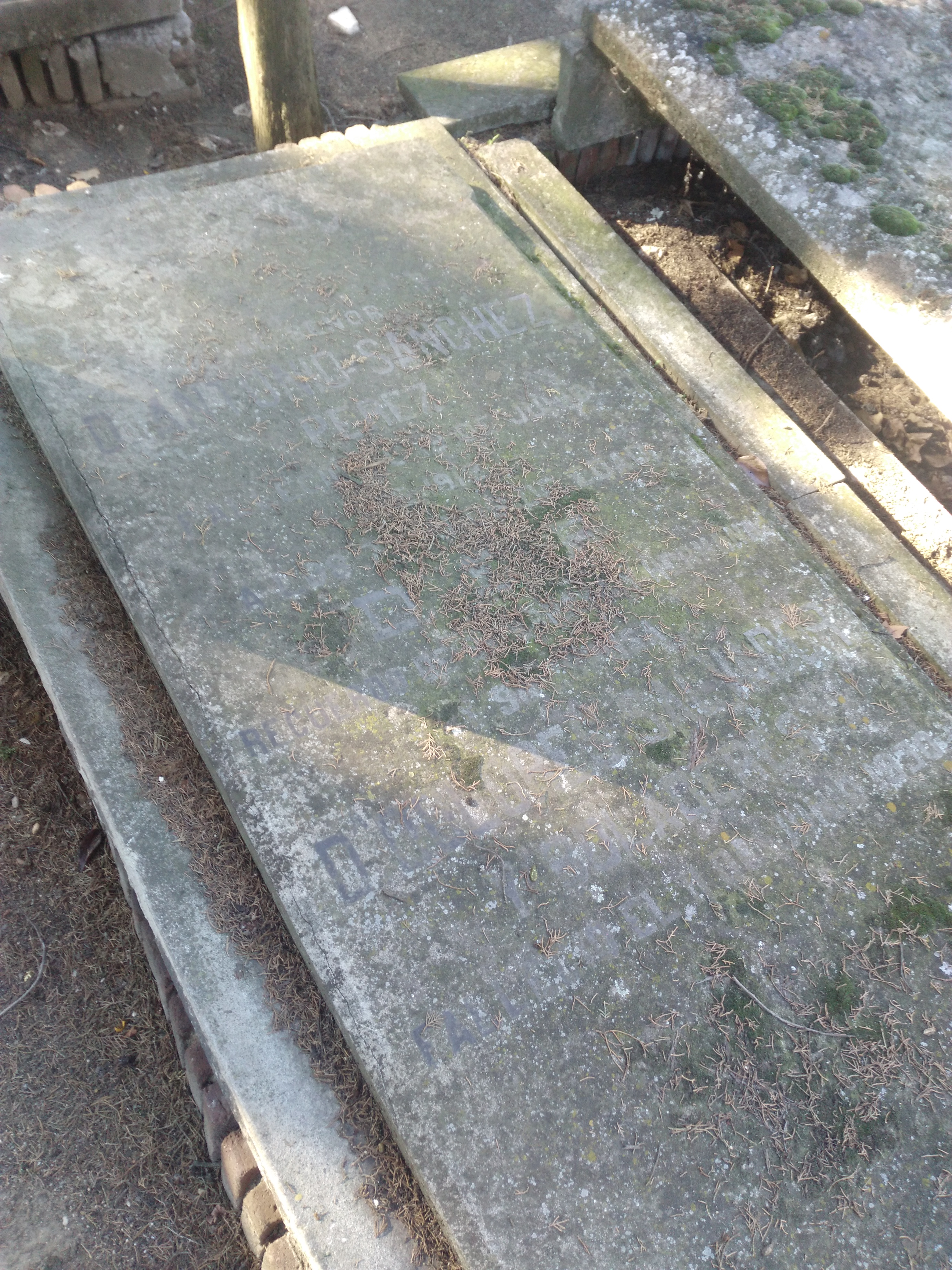
Tumba de Sánchez Pérez en el cementerio civil de Madrid.

Fue director o redactor de los periódicos madrileños La Reforma, La República Ibérica, Jaque Mate, Gil Blas, La Discusión, El Otro, El Solfeo, La Unión, La Vanguardia, El Mundo Político, La República, El Nuevo Régimen, El Tío Paco, El Maestro Ciruela, La Correspondencia de España y Gente Vieja, entre otros.
También colaboró con frecuencia en buena parte de los periódicos políticos y literarios de Madrid, así como firmó trabajos en El Mundo de los Niños (1890), La Gran Vía (1893), La Lidia (1894), La Ilustración Española y Americana (1897-), La Ilustración Ibérica (1898), Blanco y Negro (1892), El Gato Negro (1898), La España Moderna, El Liberal de Madrid, El Mutualista (1903), El Aviso de Sevilla (1903), ABC (1903), Pluma y Lápiz (1903), Los Teatros (1903) y Los Cómicos (1904).
Profesor de matemáticas hacia 1903 en el Instituto de San Isidro, falleció en Madrid en 1912. Durante la Primera República había sido gobernador civil de Huelva.